# Colors Straight Up
Colors Straight Up ist ein US-amerikanischer Dokumentarfilm von Michèle Ohayon aus dem Jahr 1997. Der Film wurde 1998 für den Oscar für den besten Dokumentarfilm nominiert.

## Inhalt
Colors Straight Up zeigt, wie Phil Simms und Kingston DuCoeur von der gemeinnützigen Organisation Colors United High-School-Schüler in Watts Schauspielunterricht erteilen. Das Projekt sollte Alternativen zu Gangs und Drogen bieten. Im Laufe des Films wird das Theaterstück Watts Side Story entwickelt.

## Hintergrund
Teilnehmende Schüler mussten einen gewissen Notendurchschnitt halten. Colors United erreichte, dass jeder Teilnehmer seinen Schulabschluss macht.

## Produktion
Der Anstoß für die Dokumentation von Michèle Ohayon war, dass sie sich darüber ärgerte, dass die Medien über Watts nur im Zusammenhang mit Massenvergewaltigungen und Straßenkriminalität berichteten. Die Produktion dauerte dann drei Jahre, wobei das erste Jahr genutzt wurde um Vertrauen aufzubauen.

## Rezension
Für Janet Maslin von der New York Times war Colors Straight Up ein wenig einladender Dokumentarfilm. Es sei schwer vorstellbar, dass es zahlende Zuschauer anziehen könne.

## Auszeichnungen
- Oscars 1998: Nominierung als bester Dokumentarfilm.[3] Der Oscar ging an Ins Gelobte Land.[4]
- Directors Guild of America Award 1998: Nominierung für Outstanding Directorial Achievement in Documentary.[1]
- Independent Spirit Awards 1998: Nominierung für den Truer Than Fiction Award[1]